# Ібн Хальдун

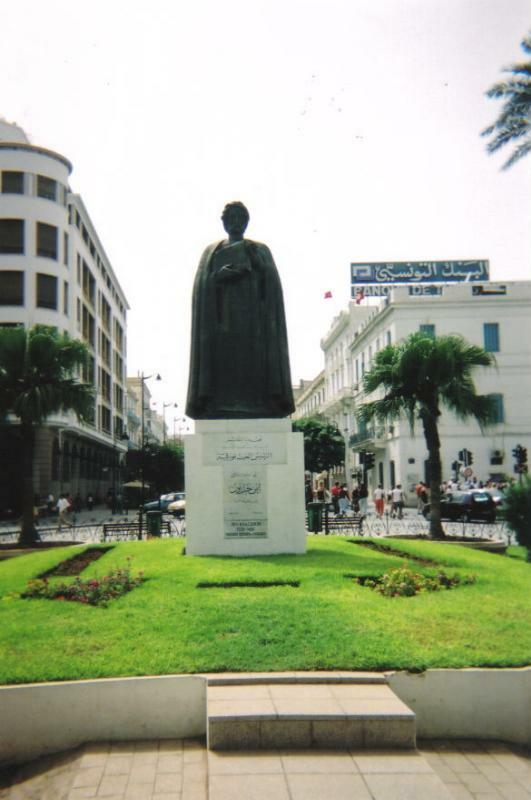
Пам'ятник Ібн Хальдуну в Тунісі

Ібн Хальдун (ібн Халдун), Абу Зейд 'Абд ар-Рахман бін Мухаммад ібн Хальдун аль-Магрібі, аль-Андалусі, ат-Тунісі, аль-Хадрамуті арабською عبد الرحمن بن محمد بن خلدون الحضرمي, латинкою Ibn Khaldun; 27 травня 1332— 17 березня 1406, 732–808 хіджри) - арабський ісламський вчений, історик, філософ і соціолог.    Він загальновизнаний як один із найвидатніших суспільствознавців Середньовіччя і вважається багатьма вченими головним попередником історіографії, соціології, економіки та демографії.    
Його найвідоміша книга, «Мукаддима або Пролегомени» («Вступ»), яку він написав за шість місяців, як він стверджує у своїй автобіографії, вплинула на османських істориків 17-го та 19-го століть, таких як Катіп Челебі, Мустафа Найма та Ахмед Джевдет-паша, які використовували її теорії для аналізу зростання та занепаду Османська імперія. Ібн Халдун спілкувався з Тамерланом, засновником імперії Тимуридів.
Його називають одним із найвидатніших мусульманських та арабських учених та істориків.    Нещодавно роботи Ібн Халдуна порівнювали з роботами впливових європейських філософів, таких як Нікколо Макіавеллі, Джамбатіста Віко, Девід Юм, Г. В. Ф. Гегель, Карл Маркс і Огюст Конт, а також економістів Давида Рікардо та Адама Сміта, припускаючи, що їхні ідеї знайшли прецедент (хоча і не мали прямого впливу) у його працях. Він також вплинув на деяких сучасних ісламських мислителів (наприклад, представників  традиціоналістської школи).

## Біографія
Ібн Хальдун народився в Тунісі 27 травня 1332 року. Його повне ім'я — Валі-д-Дін Абд-ар-Рахман Ібн Хальдун. Життя та діяльність Ібн Хальдуна відома достатньо добре, оскільки він залишив після себе свої спогади «Знайомство з Ібн Хальдуном та його подорожами на Захід та Схід», що є своєрідною «Автобіографією».
Розпочавши кар'єру простим придворним писарем, Ібн Хальдун став згодом особистим секретарем султана Абу-Інана в Фесі, а потім спеціальним емісаром нового феського султана Абу-Саліма, послом гранадського султана Мухаммада до короля Кастилії Педро Жорстокого, і нарешті хаджибом у султана Бужі Абу-Абдаллаха. Це була вершина політичної діяльності Ібн Хальдуна. На схилі свого життя йому довелося служити «завойовнику Всесвіту» Тамерлану (Тимуру), і тільки непередбачені обставини перешкодили йому перебратися в Самарканд. Він повернувся до Каїру, де помер у 1406 році й був похований на каїрському цвинтарі.

## Твори
Окрім «Вступу» та семитомної історії під назвою «Книга повчальних прикладів та збірка повідомлень про дні арабів, персів, берберів та їхніх сучасників, які володіли могутньою владою», наприкінці якої можна віднайти ще й автобіографію автора («Знайомство з ібн Хальдуном, автором ціє книги»), мислитель створив ще низку праць, з яких до наших часів дійшли:
- «Ядро „Короткого викладу“ основ віри». Цей трактат, який містить у собі фрагменти праці «Короткий виклад думок давніх та їх наступників» Фахр ад-Діна ар-Разі (1149—1209 рр.), коментарі Насир ад-Діна ат-Тусі (1201—1274) а також самого ібн Хальдуна, написаний автором у віці 19—20 років. Він демонструє надзвичайно високий рівень філософської освіти ібн Хальдуна.

- «Зцілення того, хто запитує і покращення запитань». Російська дослідниця С. М. Бацієва встановила, що ця праця була написана ібн Хальдуном у пізній, «каїрський» період життя (1382—1406 рр). Він присвячений ісламському містицизму — суфізму, послідовником якого був і сам ібн Хальдун. Цей трактат-послання написаний з приводу певних дискусій між суфіями Андалусії (територія Піренейського півострова).

## Політико-правові погляди
Класична мусульмансько-правова політична думка розглядала халіфат як особливу модель організації держави. На основі порівняння форм виконавчої влади та правового становища Халіфа зі структурою інших держав до XIV ст. вона змогла розробити класифікацію форм правління, яка перш за все пов'язана з ім'ям видатного вченого Ібн Хальдуна (1332—1406).
Відмінною особливістю вчення Ібн Хальдуна про державу і політику, викладеного ним у знаменитому трактаті «Мукаддима» («Вступ»), є з'єднання філософського та юридичного підходів до держави на загальному тлі історико-соціологічного аналізу. Перш за все, він ставив завдання виявити «природні закони» становлення, розвитку і падіння держави, які розглядав як показник, форми, критерій та прояви «цивілізації». Інша характерна риса його теорії полягала в тому, що вчений вивчав не ідеальну, а реально існуючу мусульманську державу вже тоді, коли правителі у своїй політиці далеко відійшли від принципів мусульманського права. На цій основі він зміг простежити історичну еволюцію халіфату і розробити оригінальну класифікацію форм правління.
За вченням Ібн Хальдуна, будь-яке суспільство в силу природи самої людини потребує «стримуючого початку», покликаний протистояти «природному» прагненню людей до агресії та взаємному винищуванню. Така примусова влада і відрізняє державу від простого «проводу» плем'ям і є показником рівня цивілізації, досягнутого тим чи іншим народом. Держава пригнічує членів суспільства, згуртовує племена в єдине ціле і здійснює примусову владу як по відношенню до своїх підданих, так і у зовнішній сфері. «Внутрішня» сторона цієї влади полягає у всевладді правителя, здатного силою керувати підданими, реалізовувати закони, забезпечувати порядок всередині держави, збирати податки і формувати армію. Зовні верховна влада держави проявляється в її непокорі будь-якої іншої влади або примусу.
Державна політика Ібн Хальдуна, не обмежується одними правителями, а включає участь у ній всіх підданих. Тому і всі зміни держави пов'язані не просто зі змінами становища глави держави, але всього суспільства в цілому. Сама держава має певні тимчасові рамки існування, обумовлені віком трьох поколінь. Протягом цього терміну воно проходить п'ять етапів розвитку:
- виникнення нової примусової влади замість колишньої;
- зосередження верховної влади в одних руках після того, як правитель розправиться з усіма своїми спільниками, що допомагали йому прийти до влади;
- розквіт держави, в якому панує порядок, спокій і впевненість; перехід до насильства і деспотичних методів правління для придушення опозиції;
- занепад і загибель держави.

Ібн Хальдун не тільки розглядав питання про етапи розвитку держави в теоретичній площині, але і спробував застосувати свою теорію до аналізу історичної еволюції халіфату, його перетворення в монархію. Основною причиною такого перетворення він вважав кризу соціальних умов громади, коли як початок, що об'єднував мусульман, «віру замінив меч». В результаті якщо спочатку халіфат був позбавлений ознак монархії, то поступово форма правління мусульманської держави стала поєднувати в собі риси халіфату і монархії і врешті-решт перетворилася на монархію в повному розумінні. На думку Ібн Хальдуна, мусульманське суспільство в своєму розвитку пройшло чотири етапи: повний («чистий») халіфат «праведних» халіфів; поступовий перехід до монархії при збереженні зовнішніх атрибутів халіфату, коли «віра» була поступово замінена «силою» при збереженні — це особливо важливо підкреслити — всіх основних цілей і функцій халіфа (тобто йдеться про зміну методів досягнення цілей, заради яких халіфат був створений), а «консультації» і договір халіфату поступилися місцем силі меча і деспотичним методам правління (від Муавії до початку халіфату Аббасидів); претворення держави по суті в монархію при збереженні за ним лише назви «халіфат» (халіфат Аббасидів); розпад єдиної мусульманської держави і завоювання арабів іншими народами, коли держава навіть офіційно перестало іменуватися халіфатом і глава держави перестав бути муджтахидом.
Ібн Хальдун виділяв три різновиди форм правління — «природну» монархію, «політичну» монархію і халіфат. Сутністю першої з них, на його думку, є управління підданими виходячи лише з особистих корисливих спонукань правителя, його суб'єктивних оцінок і примх.
Інакше кажучи, «природна» монархія — деспотичний режим особистої влади, не пов'язаний якими-небудь, крім суб'єктивтивних, інтересами. На відміну від даної форми, для «політичної» монархії характерно таке правління, яке існувала на раціональних, «розумних» критеріях, проведення політики захисту «земних» інтересів і протидії всьому тому, що наносить «шкоду» підданим. Ібн Хальдун оцінив цю форму двояко: з одного боку, він підкреслював її позитивні аспекти (здійснення «раціональної» справедливості), з іншого — критикував за те, що політика правителів при даній формі не пов'язана релігійними цінностями. Що ж стосується халіфату, то тут цей недолік усунуто, оскільки влада халіфа над підданими спирається на мусульмансько-правові основи і одночасно спрямована на захист віри і здійснення земних справ. Іншими словами, «законом» халіфату є не суб'єктивні бажання правителя або суто «раціональні» принципи, а принципи священного мусульманського права, в яких — і тільки в них — ідеальним чином враховуються всі без винятку інтереси підданих, навіть такі, які не можуть бути зрозумілі раціонально. Природно, Ібн Хальдун віддає перевагу халіфату, що поєднує в своїй формі як релігійні, так і земні цінності.
Якщо суверенітет монархії, на думку Ібн Хальдуна, полягає в примусовій силі, то суверенітет халіфату — в мусульманському праві, яке уособлює вищу справедливість . Монарх — «чужий» для підданих правитель, бо він править, спираючись виключно на примусову владу, а халіф — «свій» глава держави, що спирається у своїй політиці на загальне переконання в справедливості шаріату.
Політична теорія Ібн Хальдуна стала тією вершиною, досягнувши якої мусульмансько-правова політична теорія, по суті, зупинилася в своєму розвитку. У період османського панування важко знайти хоча б одного мислителя, який додав що-небудь до класичної розробки проблем халіфату і форм правління. Наука в цілому виявилася в руках богословів і тих правознавців, які були однією з опор офіційної влади.

## Вчення
В основі історіософського вчення ібн Хальдуна знаходяться ідеї соціологічного спрямування. У створеній ним «науці про людське об'єднання» мислитель детально обґрунтовує теорію, яка згодом, вже у європейській науці, отримала назву «теорії соціального договору». Продовжуючи розвивати соціально-політичне вчення арабських перипатетиків, зокрема аль-Фарабі, ібн Хальдун переосмислює суспільство зовсім в новому руслі — руслі кратоцентризму. Стимулом створення суспільства є не лише забезпечення загальнолюдських потреб, а й «стримування від ворожості». Остання є особливістю людської природи. Саме таку функцію на перших етапах розвитку виконує мульк — царська влада, яка, відповідно до уявлень ібн Хальдуна, «характеризується перевагою над кимось та примусом». В певних аспектах вона навіть підміняє релігію адже, як відзначає мислитель, «помиляється той, хто вважає релігійну місію обов'язковою». Стабільність царської влади гарантується почуттям групового духу, сформованого на основі родинних або дружніх зв'язків. Втім, перші є тривкішими. «Груповий дух» ('асабійя, букв. — «прив'язаність») виступає як надійного підґрунтя для створення династії, тривалість перебування при владі якої в середньому сягає 120 років. В залежності від економічних та соціальних показників, ібн Хальдун виокремлює два типи суспільств — «бадавва», тобто «сільське, кочове суспільство» (наприклад, кочові араби — бедуїни), а також «хадара» — «осідле, міське населення».
Крім соціально-політичного вчення, ібн Хальдун досить багато уваги звертав на економіку (зокрема, вивів поняття вартості праці та встановив зв'язок між політикою та економічною ситуацією в містах) та інші сфери соціально буття. В «Мукаддимі» присутні і оригінальні релігієзнавчі погляди (мислитель розмежовував «релігійну спільноту» (мілля) та «Божественний закон» (дін), а також пов'язував пророчу місію (нубувват) із груповим духом.
Економічні погляди вченого охоплюють такі положення:
1. Еволюція суспільного розвитку пройшла три періоди: дикунства, примітивності (коли люди займались в основному землеробством і тваринництвом), цивілізації (коли виробляється більше продукції, ніж необхідно для існування завдяки розвитку ремесел, утворення та зростання могутності міст, торгівлі та науці). Перехід від примітивності до цивілізації — це генезис відносин панування й залежності. Висловив думку про існування природних законів економічного розвитку, які керують господарською діяльністю людей, спрямовують соціальний прогрес.
2. Перехід від примітивного до цивілізаційного суспільства пояснюється появою додаткового продукту, майбутньої нерівності, відносинами панування і підкорення. Ібн Хальдун підкреслив, що основна праця створює необхідний продукт, а додаткова — додатковий. Необхідний продукт створюється у сільському господарстві, поява додаткового продукту зумовлена розвитком промисловості та торгівлі, що забезпечує поділ праці.
3. Властивостями товару є ціна і вартість. Ціна є грошовим виразом вартості товару. На зміну ціни впливає демографічна ситуація в країні, природні чинники, державні податки та ринкові збори, отже ціна товару залежить від попиту та пропозиції. Вартість має трудове походження, задоволення потреб можливе через купівлю-продаж на ринку на основі еквівалентного обміну залежно від кількості затраченої праці на їх виробництво. Розмір «вартості праці» залежить, по-перше від «кількості праці людини», по-друге, від «її місця серед інших праць», по-третє, від «потреби людей у ній».
4. Гроші повинні бути біметалеві — із золота та срібла. Вони виконують функцію засобу обігу та вартості, а також нагромадження капіталу. Негативне значення для розвитку господарства має псування грошей владою. Дорогоцінні метали не створюють багатства. Багатство — це сукупність товарів, що мають вартість.
5. Торгівля є природним способом добування необхідних засобів до життя. Суть торговельного прибутку: «Торговець купляє за низькою ціною, а продає за високою». Засуджував спекуляцію, особливо хлібом. Найдієвішим засобом досягнення розквіту міст вважав зменшення податків, заохочення розвитку зовнішньої торгівлі.

## Учні та послідовники
Мав декількох учнів та послідовників (істориків аль-Макрізі, який написав коментарі до «Мукаддими» (до наших часів не збереглися), та ібн аль-Азрака, праці якого містять багато оригінальних політологічних ідей).
В новітній час послідовниками ібн Хальдуна можна вважати історика-просвітника Шігаб ад-Діна Марджані, реформаторів М. 'Абдуга та Рашіда Ріди.

## Спадщина

### Єгипет
Історичний метод Ібн Хальдуна мав дуже мало прецедентів або послідовників у його час. Хоча Ібн Хальдун відомий як успішний викладач юриспруденції в рамках релігійних наук, лише дуже небагато з його учнів знали про його «Мукаддіму» та перебували під її впливом. Один із таких студентів, Аль-Макрізі, вихваляв «Мукаддіму», хоча деякі вчені вважали його похвали, як і похвали інших, загалом порожніми та такими, що свідчать про нерозуміння методів Ібн Хальдуна.
Ібн Хальдун також стикався з критикою з боку своїх сучасників, зокрема Ібн Хаджара аль-Аскалані. Ця критика включала звинувачення у недостатніх історичних знаннях, неточній назві, неорганізованості та стилі, схожому на стиль плідного арабського письменника Аль-Джахіза. Аль-Аскалані також зазначив, що Ібн Хальдун не був популярним в Єгипті, оскільки він виступав проти багатьох шанованих традицій, включаючи традиційне судове вбрання, і припустив, що це могло вплинути на сприйняття історичних праць Ібн Хальдуна. Помітним винятком із цього консенсусу був Ібн аль-Азрак, юрист, який жив невдовзі після Ібн Хальдуна і широко цитував першу і четверту книги «Китаб аль-Ібар» при розробці своєї праці, що служила дзеркалом для правителів.

### Османська імперія
Твори Ібн Хальдуна отримали певне визнання серед османських інтелектуалів у XVII столітті. Перші згадки про Ібн Хальдуна в османських писаннях з'явилися в середині XVII століття, коли такі історики, як Кятіб Челебі, називали його великим впливовим діячем, а інший турецький османський історик, Мустафа Наїма, намагався використовувати циклічну теорію Ібн Хальдуна про піднесення і занепад імперій для опису Османської імперії. Зростання усвідомлення занепаду Османської імперії також спричинило появу подібних ідей незалежно від Ібн Хальдуна в XVI столітті, що може пояснити деякий вплив його праць.

### Європа
В Європі Ібн Хальдун вперше привернув увагу західного світу в 1697 році, коли його біографія з'явилася в «Східній бібліотеці» Бартелемі д'Ербело де Моленвіля. Однак деякі вчені вважають, що твори Ібн Хальдуна могли бути вперше представлені в Європі через перекладену латиною біографію Тамерлана, написану Ібн Арабшахом, в якій йдеться про зустріч Ібн Хальдуна і Тамерлана. За словами Ібн Арабшаха, під час цієї зустрічі Ібн Хальдун і Тамерлан детально обговорили Магриб, а також генеалогію Тамерлана та його місце в історії. Ібн Хальдун почав привертати більше уваги з 1806 року, коли Сільвестр де Сасі у своїй «Хрестоматіа араба» включив його біографію разом із перекладом частин Мукаддіми як «Пролегомени». У 1816 році де Сасі знову опублікував біографію з більш детальним описом «Пролегомен». Більш детальна інформація та часткові переклади «Пролегомен» з'являлися протягом багатьох років, аж поки в 1858 році не було опубліковано повне арабське видання. З того часу твори Ібн Хальдуна широко вивчаються в західному світі з особливим інтересом. Рейнольд А. Ніколсон високо оцінював Ібн Хальдуна як унікально блискучого мусульманського соціолога, але не визнавав його вплив. Іспанський філософ Хосе Ортега-і-Гассет розглядав конфлікти Північної Африки як проблему, що виникла через відсутність африканської думки, і високо оцінив Ібн Хальдуна за те, що той пояснив сенс конфлікту, спростивши його до протистояння кочового та осілого способу життя.

### Сучасні історики
Британський історик Арнольд Дж. Тойнбі назвав «Мукаддіму» Ібн Хальдуна «найвидатнішим твором у своєму роді». Ернест Ґеллнер, колишній професор філософії та логіки в Лондонській школі економіки, вважав визначення уряду Хальдуна найкращим в історії політичної теорії.
Також з'явилися більш помірковані погляди на масштаби внеску Ібн Хальдуна.
Артур Лаффер, на честь якого названа крива Лаффера, визнав, що ідеї Ібн Хальдуна, як і інші, передували його власній роботі над цією кривою.
Економіст Пол Круґман описав Ібн Хальдуна як «ісламського філософа XIV століття, який по суті винайшов те, що ми зараз називаємо соціальними науками».
Шотландський теолог і філософ XIX століття Роберт Флінт високо оцінив його: «Як теоретик історії він не мав собі рівних у будь-яку епоху і в будь-якій країні, поки не з'явився Віко, більш ніж триста років по тому. Платон, Арістотель і Августин не були його ровесниками, а всі інші не гідні навіть бути згаданими поряд з ним». Праці Ібн Халдуна про еволюцію суспільств також вплинули на Еґона Орована, який запровадив концепцію соціономії. Хоча ведення записів Ібн Халдуна зазвичай ігнорується на користь визнання його внеску в історичну науку, Абдеррахман Лахсассі писав: «Жоден історик Магрибу, а особливо берберів, не може обійтися без його історичного внеску».

## Переклади українською
Українською мовою переклад фрагментів Мукаддими опублікував острозький сходознавець Михайло Якубович.

## Див.також
- Аль-Захраві
- Чанак'я
- Ібн Арабі
- Ібн Туфайль

## Виноски
1. ↑    - «...розглядається деякими західними дослідниками як справжній батько історіографії та соціології».[12]
  - "Ібн Халдуна називають попередником багатьох європейських мислителів, переважно соціологів, істориків і філософів".(Boulakia, 1971)
  - «Батько-засновник східної соціології».[13]
  - "Цей грандіозний задум знайти нову науку про суспільство робить його попередником багатьох системотворців XVIII і XIX століть, таких як Віко, Конт і Маркс". «Як один із ранніх засновників соціальних наук...»[14]
2. ↑  "Дехто вважає його батьком сучасної економіки або, принаймні, її великим предтечею. Західний світ визнає Халдуна батьком соціології, але вагається у визнанні його великим економістом, який заклав її основи. Він був першим, хто систематично проаналізував функціонування економіки, важливість технології, спеціалізації та зовнішньої торгівлі в економічному надлишку, а також роль уряду та його стабілізаційної політики у збільшенні виробництва та зайнятості. Крім того, він займався проблемами оптимального оподаткування, мінімуму державних послуг, стимулів, інституційної структури, правопорядку, очікувань, виробництва та теорії вартості".